# Mitrofan (Jewrokatow)
Mitrofan, imię świeckie Aleksiej Michajłowicz Jewrokatow (ur. 5 lutego 1987 r. w Ufie) – rosyjski biskup prawosławny.

## Życiorys
W latach 2004-2009 studiował na Wydziale Historycznym Baszkirskiego Uniwersytetu Państwowego. Równocześnie był subdiakonem i lektorem w soborze św. Sergiusza z Radoneża w Ufie. W latach 2009-2010 odbywał zasadniczą służbę wojskową. Po jej zakończeniu wrócił do Ufy i przez kolejne dwa lata był lektorem i subdiakonem w soborze katedralnym Narodzenia Matki Bożej w Ufie. W 2012 r. podjął studia teologiczne na Petersburskiej Akademii Duchownej, gdzie kształcił się do 2018 r. Stopień licencjata teologii uzyskał dopiero w 2023 r. na Uniwersytecie Nauki i Technologii w Ufie.
26 sierpnia 2018 r. metropolita ufijski i baszkortostański Nikon wyświęcił go na diakona. 28 sierpnia tego samego roku przez tego samego hierarchę został wyświęcony na kapłana. Służył w soborze katedralnym w Ufie. 17 marca 2020 r. został postrzyżony na mnicha, przyjmując przy tym imię zakonne Mitrofan na cześć św. Mitrofana z Woroneża.
27 grudnia 2023 r. Święty Synod Rosyjskiego Kościoła Prawosławnego nominował go na biskupa nieftiekamskiego i bielebiejewskiego. 7 stycznia 2024 r. w związku z tą nominacją został podniesiony do godności archimandryty. Jego chirotonia biskupia odbyła się 1 marca 2024 r. pod przewodnictwem patriarchy moskiewskiego i całej Rusi Cyryla, w soborze Zaśnięcia Matki Bożej na Kremlu moskiewskim.